# Héctor Rodríguez Peña
Héctor Ignacio Rodríguez Peña (Montevideo, Uruguay, 22 de octubre de 1968) es un exfutbolista y entrenador uruguayo. Jugaba de defensa y militó en diversos clubes de Uruguay, Argentina, Chile y Colombia. Fue seleccionado internacional uruguayo en 10 oportunidades y además, estuvo presente en la participación de su selección, en las eliminatorias para la Copa del Mundo en los años 1994 y 1998. También participó con la selección uruguaya en la Copa América de 1991 en Chile , 1993 en Ecuador y 1997 en Bolivia. Es hermano mayor del también exjugador de Peñarol y la selección uruguaya, Octavio Darío Rodríguez.

## Clubes

### Como jugador
| Club                 | País      | Año       |
| -------------------- | --------- | --------- |
| Defensor Sporting    | Uruguay   | 1988-1993 |
| Deportivo Mandiyú    | Argentina | 1993-1995 |
| Colón de Santa Fe    | Argentina | 1995-1998 |
| Nacional             | Uruguay   | 1999      |
| Colón de Santa Fe    | Argentina | 2000      |
| Bella Vista          | Uruguay   | 2001      |
| América de Cali      | Colombia  | 2001      |
| Racing de Montevideo | Uruguay   | 2002      |
| Everton              | Chile     | 2003-2004 |
| Uruguay Montevideo   | Uruguay   | 2005-2007 |

### Estadísticas como entrenador
| Club              | País          | Años          | J  | G | E | P | GF | GC | DG | Efect. |
| ----------------- | ------------- | ------------- | -- | - | - | - | -- | -- | -- | ------ |
| Defensor Sporting | Uruguay       | 2021-2022     | 11 | 5 | 1 | 5 | 14 | 10 | +4 | 48.48% |
| Total carrera     | Total carrera | Total carrera | 11 | 5 | 1 | 5 | 14 | 10 | +4 | 48.48% |

## Palmarés

### Campeonatos nacionales
| Título                    | Club                | País     | Año  |
| ------------------------- | ------------------- | -------- | ---- |
| Liguilla Pre-Libertadores | Defensor Sporting   | Uruguay  | 1989 |
| Primera División          | Defensor Sporting   | Uruguay  | 1991 |
| Liguilla Pre-Libertadores | Defensor Sporting   | Uruguay  | 1991 |
| Torneo Apertura           | Club Nacional de F. | Uruguay  | 1999 |
| Liguilla Pre-Libertadores | Club Nacional de F. | Uruguay  | 1999 |
| Primera División          | América de Cali     | Colombia | 2001 |
| Primera B                 | Everton             | Chile    | 2003 |